# Bellevalia edirnensis
Bellevalia edirnensis là một loài thực vật có hoa trong họ Măng tây. Loài này được Özhatay & B.Mathew mô tả khoa học đầu tiên năm 1991.